# George Salmon
George Salmon DD FBA FRS FRSE LLD (n. 25 septembrie 1819, Dublin, Regatul Unit al Marii Britanii și Irlandei – d. 22 ianuarie 1904, Dublin, Regatul Unit al Marii Britanii și Irlandei) a fost un distins și influent matematician irlandez și teolog anglican. După ce a lucrat în geometrie algebrică timp de două decenii, Salmon și-a dedicat ultimii patruzeci de ani din viață teologiei. Întreaga sa carieră a fost petrecută la Trinity College Dublin (TCD).